# Jens Fahrbring
Jens Fahrbring (Sollentuna, 20 april 1984) is een Zweedse golfprofessional. 
Fahrbring werd op 9-jarige leeftijd lid van de Sollentuna Golf Club. Hij studeerde aan de Virginia Commonwalth University.

## Professional
Fahrbring werd in 2007 professional en speelde onder meer enkele jaren op de ECCO Tour en de Nordea Tour in de Nordic Golf League. Zijn eerste overwinning kwam in 2008 toen hij op de Örbyhus Gk in Zweden het baanrecord verbeterde (66) en het SMT Golf Open won. In 2012 eindigde hij bij de ECCO Tour op de 3e plaats van de Order of Merit, waardoor hij naar de Challenge Tour promoveerde. Op deze ECCO Tour was Fahrbring de beste op Mediter Real Estate Masters. 
Hij speelde sinds 2013 op de Challenge Tour. In 2013 was Fahrbring de beste op de Norwegian Challenge. Twee jaar later was Fahrbring de beste op de D+D Real Czech Challenge in Praag. In 2016 en 2017 speelde Fahrbring voornamelijk op de Europese PGA Tour. De daaropvolgende jaren speelde Fahrbring afwisselend op de Europese PGA Tour en de Challenge Tour.

### Overwinningen
| Jaar | Toernooi                    | Tour                           |
| ---- | --------------------------- | ------------------------------ |
| 2012 | Mediter Real Estate Masters | ECCO Tour (Nordic Golf League) |
| 2013 | Norwegian Challenge         | Challenge Tour                 |
| 2015 | D+D Real Czech Challenge    | Challenge Tour                 |